# Quint Arri
Quint Arri (en llatí: Quintus Arrius), va ser un militar i polític romà del segle i aC.
Era pretor l'any 72 aC i va derrotar el cap dels esclaus Crixus i va matar a vint mil dels seus homes en el curs de la Tercera guerra servil. Però més endavant va ser derrotat per Espàrtac. L'any 71 aC va succeir a Verres com a propretor de Sicília, però va morir quan estava de camí a l'illa. Ciceró diu que era baix naixement i poc talent, però molt constant.
Quint Arri va tenir un fill, també de nom Quint Arri, que va ser candidat a cònsol l'any 52 aC infructuosament. Era amic íntim de Ciceró, però quan va ser exiliat, Ciceró es queixava amargament de la conducta poc solidària d'aquest Arri.